# Gabriel Orozco
Gabriel Orozco (* 27. April 1962 in Xalapa, Veracruz) ist ein mexikanischer Konzeptkünstler.

## Leben
Orozcos Vater war Maler von Murales und Kunstprofessor an der Universität von Veracruz. Er zog mit der Familie nach Mexiko-Stadt als Gabriel sechs Jahre alt war, da er einen Ruf von David Alfaro Siqueiros erhielt, diesem bei der Ausführung verschiedener Murales zu helfen.
Orozco begann seine Ausbildung an der Escuela Nacional de Artes Plasticas (ENAP), der Academia de San Carlos, in Mexiko-Stadt und ging anschließend nach Madrid, um sich im Círculo de Bellas Artes in den Jahren 1986 und 1987 fortzubilden. Seit 1991 lebt er mit seiner Familie als Wanderer zwischen Paris, New York und Mexiko-Stadt.

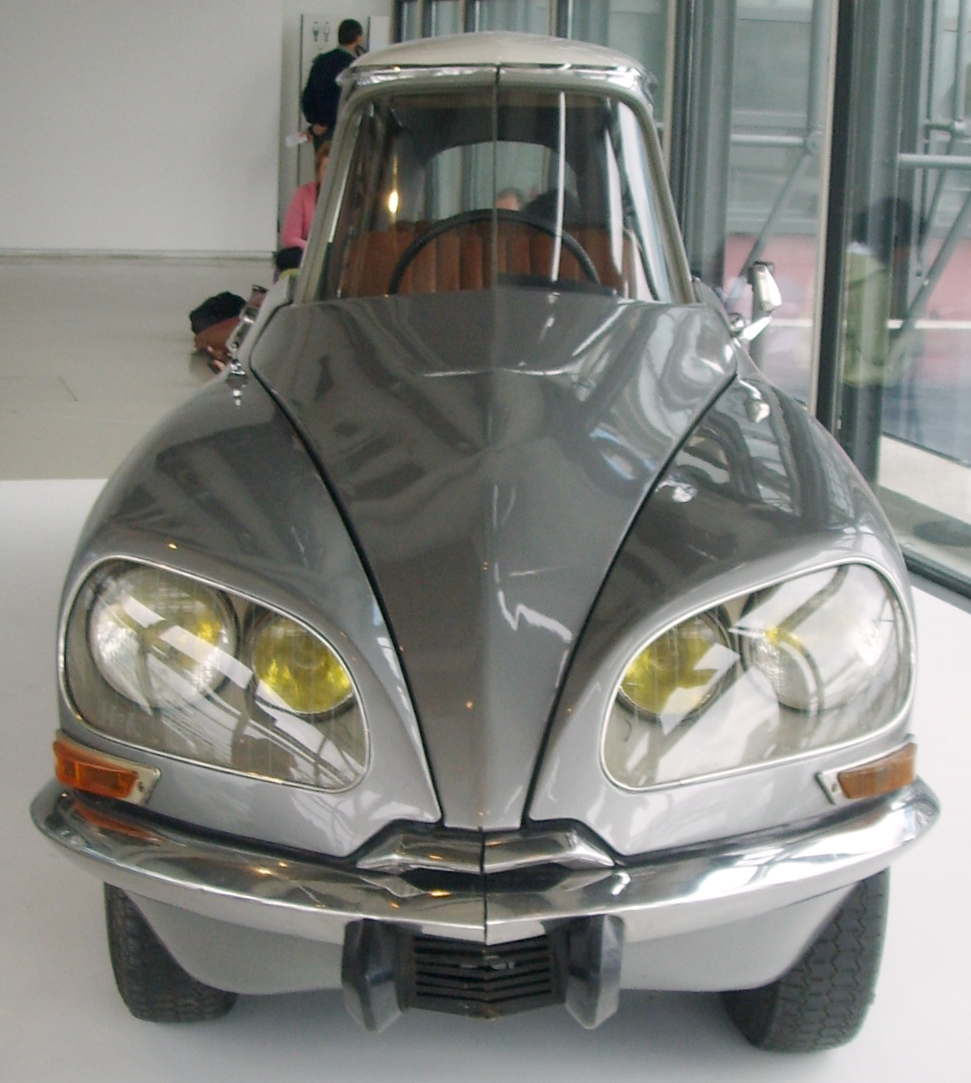
La DS von Gabriel Orozco

## Werk
Orozcos Arbeiten erkunden die Dinge des täglichen Lebens, binden oft die Besucher mit ein, sind Installationen mit verblüffenden Aussagen (zum Beispiel die Installation La DS →Citroën DS), Zeichnungen, Fotografien und Skulpturen. Orozco nahm dreimal, in den Jahren 1993, 2003 und 2005, an der Biennale di Venezia teil, war zweimal (1995 und 1997) Teilnehmer der Whitney Biennial und in der Documenta X (1997) und der Documenta 11 im Jahre 2002 vertreten.
2006 stellte er nach Funden an der Küste von Baja California in Mexiko ein vollständiges Walskelett mit den Maßen 304×392×1375 her. Dieses wurde bisher weltweit gezeigt, zuletzt 2013 im Kunsthaus Bregenz.

## Auszeichnungen (Auswahl)
- 1987: Preis in der Seccio Espacios Alternativos des Salon Nacional de Artes Plasticas, Mexiko-Stadt.
- 1995: Aufenthaltsstipendium für Berlin des DAAD als Artist in Residence.
- 2006: Preis der Deutschen Volksbanken und Raiffeisenkassen (Blau-Orange-Preis).

## Ausstellungen (Auswahl)
- 2013: Gabriel Orozco: Natural Motion, Kunsthaus Bregenz, Bregenz.[1] Katalog.
- 2012: Gabriel Orozco: Asterisms, Deutsche Guggenheim Berlin
- 2009/2010/2011: Gabriel Orozco, Museum of Modern Art, New York; Kunstmuseum Basel, Basel; Tate Modern, London
- 2006/2007: Gabriel Orozco, Museum Ludwig, Köln
- 2006: Gabriel Orozco, Museo del Palacio de Bellas Artes, Mexiko-Stadt
- 2005: Gabriel Orozco, Palacio de Cristal, Museo Nacional Centro de Arte Reina Sofia, Madrid
- 2004: Gabriel Orozco: Photographs, Hirshhorn Museum and Sculpture Garden, Washington, D.C., USA
- 2004: Gabriel Orozco, Serpentine Gallery, London
- 2001: Gabriel Orozco, Museum of Contemporary Art, Los Angeles, Kalifornien, USA
- 2001: Museo Internacional Rufino Tamayo, Mexiko-Stadt
- 2001: Museo de Arte Contemporaneo de Monterrey, Monterrey, Mexiko
- 1999: Ausstellung Nr. 91, Chacahua, Portikus, Frankfurt am Main
- 1999: Photogravity, Philadelphia Museum of Art, Philadelphia, Pennsylvania, USA
- 1998: Saint Louis Art Museum, Missouri, USA
- 1998: Gabriel Orozco: Clinton is Innocent, Musée d’art moderne de la Ville de Paris, Paris
- 1997: Gabriel Orozco: From Green Glass to Airplane Recordings, Stedelijk Museum, Amsterdam
- 1996: Gabriel Orozco, Kunsthalle Zürich, Schweiz
- 1994:  Options 47: Gabriel Orozco, Museum of Contemporary Art (Chicago), Illinois, USA
- 1993: Gabriel Orozco: Projects 41, Museum of Modern Art, New York

## Publikationen (Auswahl)
- Obituaries, Text von Hans Ulrich Obrist. König, Köln 2013, ISBN 978-3-86560-974-8.
- Yilmaz Dziewior: Gabriel Orozco: Natural Motion. König, Köln 2013, ISBN 978-3-86335-330-8.
- Kasper König und Angelika Nollert, Nachwort von Daniel Birnbaum: Chacahua. Ausstellung Nr. 91 im Portikus, 1999.
- Buchhandlung König, Köln: Gabriel Orozco. 2007, ISBN 978-3-86560-166-7.
- Yves-Alain Bois: Gabriel Orozco. MIT Press, Cambridge Massachusetts, USA, ISBN 978-0-262-01318-5.
- Bernhard Mendes Bürgi: Gabriel Orozco. Hatje-Cantz, Ostfildern 2010, ISBN 978-3-7757-2510-1.
- Bernhard Bürgi: Gabriel Orozco. Kunsthalle Zürich, 1996.
- Jessica Morgan: Gabriel Orozco, Tate Britain, London 2011, ISBN 978-1-85437-912-2